# Холковский, Олег Александрович
Олег Александрович Холковский (5 августа 1975, Фрунзе) — киргизский футболист, полузащитник и нападающий, тренер. Выступал за сборную Кыргызстана.

## Биография

### Клубная карьера
Воспитанник фрунзенского РСДЮСШОР. На взрослом уровне начал выступать в 1992 году за «Инструментальщик» в высшей лиге Кыргызстана. В 1993 году играл в высшей лиге за второй состав «Алги».
Большую часть карьеры провёл в составе бишкекской «Алги», в этот период клуб также носил названия «Алга-ПВО», СКА ПВО, «СКА-Шоро», «Авиатор-ААЛ». В составе клуба становился чемпионом (2000, 2001), серебряным призёром чемпионата (1997, 1998, 1999, 2003, 2004, 2005), обладателем Кубка Кыргызстана (1997—2001, 2003).
Несколько раз отлучался из «Алги» — сезон 1996 года провёл в третьей лиге России в составе астраханского «Астратекса», а в 2002 году играл во втором дивизионе России за иркутскую «Звезду». В 2006 году, когда «Алга» временно прекратила существование, футболист выступал за «Абдыш-Ату» и стал серебряным призёром чемпионата Кыргызстана.
Завершил игровую карьеру в 2007 году, после того как его команда была в очередной раз расформирована.
Всего в высшей лиге Кыргызстана забил 70 голов.

### Карьера в сборной
В национальной сборной Кыргызстана дебютировал 3 февраля 2001 года в матче против Сингапура, заменив на 92-й минуте Руслана Джамшидова. В феврале 2001 года провёл 4 матча, затем продолжил играть за сборную только через 3,5 года, сыграв ещё 6 матчей во второй половине 2004 года. Всего в 2001—2004 годах провёл 10 матчей за национальную команду, из них 9 — не полностью.

### Тренерская карьера
В первой половине 2008 года возглавлял бишкекский «Шер», выступавший в высшей лиге. Затем много лет работал преподавателем физвоспитания Кыргызско-российского славянского университета и тренировал сборную университета по футболу. В 2010-е годы работает с детскими командами «Дордоя», приводил свои команды к победам в первенстве Кыргызстана среди младших возрастов.